# Passo do Iseran
O passo do Iseran   é um colo, que, com 2 770 m de altitude é o segundo mais alto passo de montanha com atravessamento rodoviário dos Alpes.

## Geografia
O colo faz parte do parque nacional da Vanoise, fica na região de Alta Saboia do departamento Ródano-Alpes, e liga o Vale da Maurienne e o Vale da Tarentaise. Devido à sua altitude está fechado de Inverno.
Este é o segundo mais alto colo dos Alpes na França, pois o mais alto é o colo do cimo da Bonette com 2802 m.

## História
Construído entre as duas guerras mundiais, é de verão um dos colos muito usados pela Volta à França em bicicleta, e de inverno faz parte do conjunto esquiável de Val d'Isère, ambos no maciço do Monte Cenis na região de Ródano-Alpes do departamento da Saboia, em França.
Há conhecimento de uma trilha para mulas desde o século XVIII para depois de passar o colo do Monte Cenis, ligar com o Piemonte italiano.
O colo foi inaugurado em 1937 depois de oito anos de trabalhos e faz parte da Estrada dos Grandes Alpes, um itinerário turístico de 684 km que percorre os Alpes.